# Urzigurumash
Urzigurumash, jefe tribal de los casitas en un periodo incierto, fue el sexto rey casita y aunque no llegó a reinar en Babilonia, algunas listas reales lo incluyen como rey. Tampoco existen propuestas sobre en qué fechas pudo reinar o cuánto tiempo ostentó el trono. Las listas tradicionales babilónicas dicen que sucedió a Kashtiliash II y que fue sucedido por Hurbazum. No sería hasta el mandato de Agum II cuando los casitas conquistarían Babilonia y reinarían en la ciudad por mucho tiempo.
| Predecesor: Kashtiliash II | Rey casita Desconocido | Sucesor: Hurbazum |

- Datos: Q887040